# Omio
Omio (do roku 2019 GoEuro) je německá firma provozující internetový vyhledávač dopravního spojení, který umožňuje uživatelům porovnat cenu a délku letecké, železniční a autobusové osobní přepravy v Evropě jediným vyhledáním. Společnost byla založena v roce 2013 v Berlíně pod názvem GoEuro. V roce 2019 se společnost přejmenovala na Omio.

## Společnost

### Historie
Společnost vznikla poté, co se zakladatel společnosti Narem Shaam vydal na cestu evropskými městy, tzv. eurotrip, při které zjistil, že je velmi obtížné vyhledat a rezervovat jednotlivé jízdenky na vlaky či autobusy od různých evropských dopravců. V roce 2013 tak tento absolvent Harvardovy univerzity založil společnost GoEuro, jejímž hlavním cílem bylo zprostředkovat uživatelům nabídky všech evropských železničních, autobusových a leteckých přepravní společnosti v jediném vyhledávači.
Start-up zahájil svou činnost v květnu 2013 poté, co získal financování ve výši 4 miliony dolarů od společností Hasso Plattner Ventures a Baterie Ventures.
V létě 2013 byla spuštěna beta verze stránky GoEuro pro Německo, v lednu 2014 se GoEuro rozrostlo také do Spojeného království a Španělska. V polovině ledna společnost oznámila další kolo financování ve výši několika miliónů dolarů od investiční společnosti Lakestar.
9. prosince 2015 GoEuro oznámila financování ve výši 45 milionů dolarů v tzv. sérii B financování, od investičně bankovní společnosti Goldman Sachs. Toto financování mělo být použito k rozšíření působnosti GoEuro v Evropě o další země, mimo 11 již začleněných evropských zemí, dále ke zlepšení kvality produktu a také k rozšíření týmu.
Společnost se v roce 2019 přejmenovala na Omio a prošla rebrandingem. Změnou neprošlo jen logo společnosti, ale také korporátní barvy a ilustrace.
V roce 2020 společnost Omio oznámila, že začíná působit také v Americe a Kanadě. Svým uživatelům tak Omio nabízí možnost porovnat a rezervovat v češtině jízdenky na vlaky, autobusy a také letenky pro cestování po celé Americe a Kanadě.

## Zakladatel
Naren Shaam se narodil v Indii a studoval v USA. Než získal diplom z obchodu na Harvardově univerzitě, pracoval jako globální produktový manažer několikamilionových projektů v automobilovém průmyslu. Poté, co dokončil studium na Harvardu, pracoval v oblasti finančních služeb v New Yorku.
V dubnu 2012 se přestěhoval do Berlína, kde založil GoEuro.